# Aulexis
Aulexis es un género de escarabajos de la familia Chrysomelidae. El género fue descrito científicamente primero por Baly en 1863. Esta es una lista de especies perteneciente a este género:
- Aulexis brevipilosa Medvedev, 2002
- Aulexis buonloicus Eroshkina, 1988
- Aulexis jiangkouensis Tan, 1993
- Aulexis medvedevi Eroshkina, 1988
- Aulexis minor Kimoto & Gressitt, 1982
- Aulexis nepalensis Medvedev & Sprecher-Uebersax, 1997
- Aulexis nigripennis Kimoto & Gressitt, 1982
- Aulexis sichuanensis Tang, 1992
- Aulexis tuberculata Tan, 1993
- Aulexis vietnamicus Eroshkina, 1988